# Carina Bär
Carina Bär (født 23. januar 1990) er en tysk tidligere roer, som primært roede dobbeltfirer. Hun er dobbelt OL-medaljevinder i denne båd.
Allerede som junior viste Bär stor styrke, og hun blev således juniorverdensmester i singlesculler i 2008. Året efter vandt hun VM-bronze for U/23. I 2010 deltog hun første gang ved et stort internationalt mesterskab i dobbeltfireren, og hun var med til at vinde VM-bronze i båden dette år. I 2011 vandt hun VM-sølv for U/23 i singlesculleren.
Bär var med for Tyskland ved Sommer-OL 2012 i London i dobbeltfireren sammen med Annekatrin Thiele, Julia Richter og Britta Oppelt. Tyskerne vandt deres indledende heat, men i finalen måtte de se sig besejret af Ukraine, der vandt med et forspring på over to sekunder, mens tyskerne på andenpladsen lykkedes med at holde USA efter sig på tredjepladsen.
Den tyske dobbeltfirer med Bär ombord fortsatte med i 2013 at blive både europa- og verdensmestre. I 2014 blev de verdensmestre, og i blev de igen 2015 europamestre og vandt VM-sølv.
Ved OL 2016 i Rio de Janeiro stillede tyskerne op med Thiele og Bär, der var gengangere fra OL 2012, sammen med Julia Lier og Lisa Schmidla. De vandt deres indledende heat, og i finalen vandt de med næsten et sekund ned til Holland på andenpladsen, mens den polske båd var yderligere et halvt sekund bagud.
Bär indstillede sin internationale karriere efter 2018-sæsonen.